# Episodi di Hart of Dixie (prima stagione)
La prima stagione della serie televisiva Hart of Dixie è stata trasmessa sul canale statunitense The CW dal 26 settembre 2011 al 14 maggio 2012.
In Italia è stata trasmessa per la prima volta sul canale a pagamento Mya di Mediaset Premium dal 4 settembre 2012 al 29 gennaio 2013. In chiaro è stata trasmessa in prima visione dal 18 maggio al 7 settembre 2013 su Canale 5.
| nº | Titolo originale             | Titolo italiano               | Prima TV USA      | Prima TV Italia   |
| -- | ---------------------------- | ----------------------------- | ----------------- | ----------------- |
| 1  | Pilot                        | Dove ti porta il cuore        | 26 settembre 2011 | 4 settembre 2012  |
| 2  | Parades & Pariahs            | Giornata memorabile           | 3 ottobre 2011    | 11 settembre 2012 |
| 3  | Gumbo & Glory                | Gara in cucina                | 10 ottobre 2011   | 18 settembre 2012 |
| 4  | In Havoc & In Heat           | Ondata di calore              | 17 ottobre 2011   | 25 settembre 2012 |
| 5  | Faith & Infidelity           | Fede e infedeltà              | 24 ottobre 2011   | 2 ottobre 2012    |
| 6  | The Undead & The Unsaid      | Lo spirito del bosco          | 7 novembre 2011   | 9 ottobre 2012    |
| 7  | The Crush & The Crossbow     | Colpo accidentale             | 14 novembre 2011  | 16 ottobre 2012   |
| 8  | Homecoming & Coming Home     | La festa del "Ritorno a casa" | 21 novembre 2011  | 23 ottobre 2012   |
| 9  | The Pirate & The Practice    | Il pirata e l'avvocato        | 28 novembre 2011  | 30 ottobre 2012   |
| 10 | Hairdos & Holidays           | Conciata per le feste         | 5 dicembre 2011   | 6 novembre 2012   |
| 11 | Hell's Belles                | L'iniziazione                 | 23 gennaio 2012   | 13 novembre 2012  |
| 12 | Mistress & Misunderstandings | Piccoli segreti               | 30 gennaio 2012   | 20 novembre 2012  |
| 13 | Sweetie Pies & Sweaty Palms  | Il ballo della torta          | 6 febbraio 2012   | 27 novembre 2012  |
| 14 | Aliens & Aliases             | Alieni e nuove identità       | 13 febbraio 2012  | 4 dicembre 2012   |
| 15 | Snowflakes & Soulmates       | Cuori nella tormenta          | 20 febbraio 2012  | 11 dicembre 2012  |
| 16 | Tributes & Triangles         | L'uomo dell'anno              | 27 febbraio 2012  | 18 dicembre 2012  |
| 17 | Heart to Hart                | Un cuore ferito               | 9 aprile 2012     | 25 dicembre 2012  |
| 18 | Bachelorettes & Bullets      | I guai dell'amore             | 16 aprile 2012    | 1º gennaio 2013   |
| 19 | Destiny & Denial             | Ricominciare                  | 23 aprile 2012    | 8 gennaio 2013    |
| 20 | The Race & the Relationship  | Una gara per l'amore          | 30 aprile 2012    | 15 gennaio 2013   |
| 21 | Disaster Drills & Departures | Esercitazioni e partenze      | 7 maggio 2012     | 22 gennaio 2013   |
| 22 | The Big Day                  | Il grande giorno              | 14 maggio 2012    | 29 gennaio 2013   |

## Dove ti porta il cuore
- Titolo originale: Pilot
- Diretto da: Jason Ensler
- Scritto da: Leila Gerstein

### Trama
Zoe Hart vive a New York, suo padre Ethan è un cardiochirurgo e lei vuole seguire le sue orme, stranamente Ethan non fa che trascurarla e ormai l'internato di Zoe in cardiochirurgia in uno degli ospedali più prestigiosi di Manhattan è giunto al termine. Tuttavia il primario non le concede la borsa di studio, infatti anche se lei ha talento nella chirurgia oltre a un ottimo intuito nelle diagnosi, è troppo distaccata con i pazienti, li tratta con indifferenza, infatti il primario le suggerisce un anno come medico generico. Il problema è che non ci sono più posti disponibili, quindi Zoe va a Bluebell, una cittadina dell'Alabama: quattro anni prima, il giorno della sua laurea, un uomo anziano, il dottor Harley Wilkes, le aveva proposto un lavoro nella sua clinica, nella piccola cittadina.
Con un autobus, Zoe va a Bluebell sebbene debba poi fare 3 miglia a piedi sennonché George Tucker, giovane avvocato, la accompagna dandole un passaggio in auto, vive a Bluebell anche se in passato, per un breve periodo, aveva vissuto a Tribeca. Zoe conosce gli abitanti di Bluebell, a cominciare da Emmeline, l'infermiera della clinica, e la sua nipote Rose. In effetti Emmeline le rivela che Harley è morto e che le ha lasciato in eredità le sue quote della clinica, che ora dovrà dividere con Brick Breeland, che finora era l'unico medico della città. Zoe conosce Lemon, è la fidanzata di George nonché figlia di Brick, lei fa parte del comitato per donne della città, Le Belles. Zoe scopre che il sindaco di Bluebell è Lavon Hayes, ex star del football che giocava nella NFL, il quale le trova una sistemazione nella dépendance della propria piantagione, Zoe da subito prende in antipatia Wade Kinsella, suo vicino di casa e giovane donnaiolo.
Una ragazza di nome Mabel accompagna la madre in clinica, ha una ferita alla mano sinistra, Zoe la medica facendo una sutura, ma nota che Mabel ha delle strane macchia sul volto. George viene investito da un'auto, alla guida c'era Jackson, un uomo anziano che ha avuto il permesso di guidare per colpa di Zoe che all'esame oculistico non gli aveva dato la dovuta attenzione. Brick medica George e si arrabbia con Zoe, mette in chiaro che lei non è la benvenuta a Bluebell. La ragazza, in un momento di sconforto, bacia Wade, ormai sentendosi fuori posto decide di andarsene.
Zoe parla con Mabel spiegandole che ha capito che quelle macchie sono dei melasmi, lei è incinta (essendo da sempre sovrappesa nessuno lo aveva notato) il suo fidanzato non voleva usare i contraccettivi, e poi l'ha lasciata, ma non ha avuto il coraggio di dire alla madre della gravidanza. Lavon accompagna Zoe alla festa di fidanzamento di George e Lemon dato che Mabel lavora nel catering e ha le contrazioni, a lei non piace Brick e preferisce che sia Zoe a darle una mano con il parto. Brick e Emmeline aiutano Zoe la quale decide di farla partorire lì, infatti l'unico ospedale vicino dove potrebbero farle un cesareo è a Mobile ma è 40 km, Mabel e il bambino non sopravviverebbero. Non avendo altra scelta Zoe le fa un'anestesia locale e fa nascere il bambino praticando una sinfisiotomia. Mabel dà alla luce la sua bambina.
Emmeline confessa a Zoe che Harley era il suo vero padre, ha una foto di lui e Candice (la madre di Zoe) di quando erano giovani. Zoe pretende una spiegazione dalla madre, lei ammette che quando era fidanzata con Ethan lo aveva tradito con Harley, che aveva conosciuto a una crociera. Ethan scoprì di non essere il padre di Zoe quando lei aveva dieci anni, notando che non c'era compatibilità tra i loro gruppi sanguigni, ecco perché Ethan ha maturato tanta indifferenza verso Zoe, dato che non è il suo vero padre. Zoe cambia idea, decide di rimanere a Bluebell, mentre cammina per strada incrocia Wade e i due si scambiano un sorriso, lasciando intendere che iniziano a provare qualcosa l'una per l'altro.
- Ascolti USA: telespettatori 1.880.000 - share 2%[3]

## Giornata memorabile
- Titolo originale: Parades & Pariahs
- Diretto da: Jason Ensler
- Scritto da: Leila Gerstein

### Trama
A Bluebell si è sparsa la voce che Zoe è la figlia di Harley, intanto a breve si celebrerà La Parata del Fondatore alla quale Lemon tiene tantissimo, con tanto di carri allegorici, Lavon pur di aiutare Zoe a integrarsi nella città decide di farla salire nel proprio carro, che rappresenta un grande onore. Zoe lavora al carro del sindaco insieme a Wade e Rose, intanto a Bluebell fa il suo arrivo Betty, è la nipote di Brick, è venuta da Huntsville per la parata.
Zoe va al Rammer Jammer, il bar più frequentato di Bluebell, dove lavora Wade, e nel bagno vede Betty svenuta. Zoe e Emmeline le prestano aiuto e lei confessa alle due che le è stata diagnosticata la sclerosi multipla. In effetti Betty deve ballare sul carro delle Belles alla parata, ma Zoe è costretta a proibirglielo, lo stress aggraverà i sintomi. Betty non vuole che si sappia che è malata perché non desidera essere compatita, lei adora La Parata del Fondatore e non vuole che si sappia della sua malattia, facendo tenere presente alla dottoressa che il segreto professionale le impedisce di andare contro il volere della paziente. Zoe le propone un compromesso: lei non salirà sul carro delle Belles, ma senza che si sappia della sclerosi multipla, fingerà uno strappo al labbro glenoideo.
Zoe alla clinica prende come paziente Shula Whitaker, la quale anche se non sembra stare male, ha improvvisi picchi di febbre seppur temporanei, tanto che Zoe non vedendolo come un caso grave, preferisce ignorarla. George mette in guardia Zoe, perché lo statuto della clinica le impone di contribuire almeno al 30% del fatturato, altrimenti anche la sua metà delle quote passerà a Brick. Intanto Betty, mentendo a Lemon, le spiega che non prenderà parte alla parata con lei sul carro, AnnaBeth (amica di Lemon e membro delle Belles) è disposta a sostituirla.
Purtroppo Zoe scopre che Betty ha cambiato idea, non volendo scontentare Lemon ha deciso di salire sul carro, tanto che Zoe passa per una sciocca dato che Brick ha confermato che lo strappo alla spalla che Zoe aveva affermato di aver diagnosticato non sussiste (ignaro che sta coprendo la sclerosi multipla). Betty di scusa con Zoe per la brutta figura che le ha fatto fare, lei ci tiene troppo a prendere parte alla parata, e dato che la sua malattia sta peggiorando questa probabilmente sarà l'ultima per lei, dunque Zoe si limita a darle del baclofene. È arrivato il giorno della parata e mentre Betty balla sul carro delle Belles, Zoe nota che sta iniziando a sentirsi male, quindi con il trattore che Wade stava guidando, urta il carro delle Belles e distrugge un idrante. Emmeline è l'unica che ha capito il motivo per cui Zoe ha agito così, e dunque prontamente porta via Betty in modo che nessuno si accorga che sta male.
Non potendo rivelare a nessuno il motivo per cui ha sabotato la parata, Zoe si limita solo a scusarsi con Lemon, ma lei la umilia davanti a tutti affermando che non è la degna figlia di Harley e che a Bluebell lei non è ben accetta. Betty è mortificata avendo capito che Zoe per proteggerla ha compromesso la sua reputazione a Bluebell. Emmeline purtroppo è costretta a spiegare a Zoe che lascerà Bluebell per trasferirsi con la figlia in un'altra città e aprire un panificio, tuttavia le dà coraggio perché lei è molto simile a Harley, proprio come lui mette i pazienti al primo posto, è una qualità che Brick non possiede a causa del suo egocentrismo, e non ha dubbi che quando i cittadini di Bluebell impareranno a conoscerla meglio, lei avrà più pazienti.
Brick dà un po' di conforto a Lemon, la quale guarda una foto di lei da bambina con la madre durante La Parata del Fondatore, prima che lei abbandonasse la famiglia adorava quella parata, ecco perché per Lemon è così importante. Zoe in piena notte va a trovare Shula a casa sua avendo capito quanto lei si senta sola, infatti i sintomi da febbre sono iniziati quando la madre è morta, è ovvio che senta la sua mancanza, quindi Zoe le tiene compagnia e le due si mettono a parlare amichevolmente.
- Ascolti USA: telespettatori 1.750.000 - share 2%[4]

## Gara in cucina
- Titolo originale: Gumbo & Glory
- Diretto da: Andrew McCarthy
- Scritto da: David Babcock

### Trama
Dopo il disastro alla parata, per Zoe è ancora più importante ottenere il consenso di Bluebell, intanto una donna porta alla clinica il suo bambino che è stato morso da un serpente. Zoe va nella casa abbandonata dove il bambino si è fatto mordere, accompagnata da Wade, quest'ultimo le fa uno scherzo e la ragazza si fa mordere dal serpente alla mano destro, scoprendo che si tratta di un agkistrodon contortrix. Tutti gli sforzi di Zoe non erano necessari, Brick che aveva visitato il bambino gli ha somministrato il giusto antidoto dato che aveva già capito che tipo serpente lo aveva morso essendo comune da quelle parti e avendo già trattato morsi di quel serpente. Brick somministra un antidoto anche a Zoe che per un po' non potrà muovere la mano.
Pur di fare colpo su Bluebell, Zoe si iscrive all'annuale concorso del gumbo, Brick è il campione in carica. Zoe se ne fa ordinare uno per posta ma viene mangiato da un alligatore. In sostituzione di Emmeline, lo studio medico assume la bella Didi, fin da subito c'è dell'attrazione tra lei e Lavon. All'insaputa di tutti Lavon è innamorato di Lemon, e infatti per via dei sentimenti che prova per lei, all'inizio non se la sente di corteggiare Didi, tuttavia vedendo Lemon insieme a George, cambia idea, seguendo il consiglio di Shelley (cameriera del Rammer Jammer) tenta di fare colpo su di lei con un gesto romantico, infatti le regala dei fiori. Quando Lemon scopre che Lavon corteggia Didi, si rivela gelosa, tanto che propone a Didi di lasciare Bluebell e di trasferirsi in un'altra città avendole trovato un lavoro ben retribuito.
Mentre Lemon passeggia con AnnaBeth, vede George parlare amichevolmente con Zoe al Rammer Jammer, la cosa la infastidisce, anche perché è ovvio che Zoe e George sono attratti l'una dall'altro, impone al suo fidanzato di non frequentarla più. Dato che la mano di Zoe è temporaneamente paralizzata, per lei cucinare il gumbo è impossibile, George nonostante il divieto di Lemon, accompagna Zoe a comprare gli ingredienti, ma al mercato c'è un contadino di nome Oscar Balderrama che è rimasto schiacciato da un attrezzo, perde sangue dal braccio. Zoe e George chiamano Brick il quale interviene e lo salva con un clampare seguendo le istruzioni di Zoe, ma quando viene l'ambulanza a portare via Oscar è solo Brick a prendersi il merito.
Brick vince la gara di gumbo, inoltre tutti lo elogiano per aver salvato Oscar, purtroppo Zoe e George non possono sbugiardarlo perché dovrebbero giustificare il fatto che erano insieme benché Lemon avesse imposto al fidanzato di non frequentare Zoe. Quest'ultima si arrabbia con Brick per non aver diviso il successo con lei, però anche se Brick non nega di essere superbo fa notare a Zoe che pure lei desiderava prendersi il merito di tutto, inoltre si è solo preoccupata di salvare Oscar, ma non di accompagnarlo in ospedale o di avvisare la moglie e i figli, tutti compiti che lui invece ha adempiuto. Il gumbo di Zoe inaspettatamente viene premiato come secondo classificato, la ragazza si congratula con Brick davanti a tutti ammettendo che le piacerebbe imparare da lui.
Lavon scopre che Lemon voleva mandare via Didi da Bluebell, ma sabota il suo piano facendo in modo che lei rimanga avendole trovato un altro lavoro. George si chiarisce con Lemon: a lui piace essere amico di Zoe e non smetterà di frequentarla per accontentare un capriccio della sua fidanzata, lei deve sapersi fidare di George e non controllarlo con le sue imposizioni. Zoe ringrazia Lavon dando per scontato che è stato lui a preparare il gumbo al suo posto, in realtà Lavon ha capito che è stato Wade. Zoe va a lavoro e, sorprendentemente, Brick le passa qualche paziente, sta imparando ad accettarla.
- Ascolti USA: telespettatori 1.570.000 - share 1%[5]

## Ondata di calore
- Titolo originale: In Havoc & In Heat
- Diretto da: David Paymer
- Scritto da: Rina Mimoun

### Trama
Didi ora lavora come segretaria di George, mentre lo studio medico come suo rimpiazzo assume Addy Pickett. George porta le sorelle Parker allo studio medico, una delle due (Polly) ha ferito l'altra al braccio con un orologio da tavolo, in effetti la sorella di Polly è stufa perché quest'ultima dalla morte della madre è diventata isterica e impulsiva. George riceve la visita dei propri genitori, Harold e Clora, purtroppo Lemon non è mai piaciuta alla madre di George che non fa altro che provocarla.
Shelley fa capire a Zoe che Wade è attratto da lei, in effetti Zoe non è indifferente al fascino del ragazzo, il problema è che non ha mai avuto relazioni che non fossero serie, è per questo che non desidera perdere il controllo. Lavon porta Didi a cena in un ristorante, ma proprio lì incontra Lemon, George, Brick, Clora e Harold, e tutti si mettono a cenare allo stesso tavolo. Lemon non sopporta di vedere Lavon con un'altra, e lui ne approfitta per usare Didi in modo da ingelosire Lemon.
Zoe medica una ferita a Wade allo studio medico, poi va al Rammer Jammer e con un abito provocante lo invita a passare la notte con lei. Poco dopo Polly, che non sembra cosciente dei propri comportamenti, picchia Zoe e poi va via. Quest'ultima si preoccupa, anche prima era in pensiero per Polly temendo che i suoi sbalzi d'umore fossero avvisagli di un disturbo, avendo notato che tutto è iniziato dalla morte della madre, deceduta per il cancro. Zoe va al ristorante chiedendo a Brick di darle una mano, a quel punto Lemon si arrabbia per l'intromissione di Zoe e quindi va via. 
Brick e Zoe vanno a casa di Polly e la trovano priva di sensi nel vialetto, le prestano aiuto, quindi con l'auto di Polly decidono di portarla allo studio medico, ma notano una strano odore all'interno del veicolo. Capiscono che è una fuoriuscita di gas, i comportamenti di Polly erano sintomo di avvelenamento da monossido di carbonio, l'auto l'aveva ereditata dalla madre, ha iniziato a guidarla dopo che lei è morta, così per tutto questo tempo aveva inalato i gas di scarico. Una volta portata alla clinica Addy fa inalare dell'ossigeno a Polly aiutandola a stare meglio.
Lemon va a casa di Lavon per dei chiarimenti, si apprende che sei mesi prima avevano avuto una relazione segreta, è ovvio che Lemon è ancora innamorata di lui, Lavon comunque la rimprovera per aver cercato di allontanare Didi da lui avendo compiuto un gesto meschino, ma il problema è che non sa gestire i sentimenti che prova per Lavon. Lemon corre via ma lui la insegue e una volta che la raggiunge prova a baciarla, contemporaneamente anche Zoe e Wade, una davanti all'altro, provano a baciarsi, ma vengono tutti interrotti dalla pioggia, e in qualche modo tutti ritrovano il loro autocontrollo.
Harold e Clora lasciano Bluebell, George saluta la madre con affetto ma chiarisce con lei che, anche se è consapevole che non nutre simpatia per Lemon, la sposerà e Clora deve farsene una ragione. Zoe si mette a fare il bagno completamente nuda nel laghetto, con Wade che la guarda sorridendo.
- Ascolti USA: telespettatori 1.650.000 - share 2%[6]

## Fede e infedeltà
- Titolo originale: Faith & Infidelity
- Diretto da: Ron Lagomarsino
- Scritto da: Deb Fordham

### Trama
Peter Mayfair, il reverendo di Bluebell e sua moglie Beverly danno a Zoe il benvenuto nella loro comunità, intanto Brick si assenta per una battuta di pesca e quindi Zoe può dirigere lo studio medico insieme a Addy. Purtroppo Zoe e Addy scoprono che Peter e Beverly hanno contratto la sifilide, lei non ha mai avuto uomini oltre al marito, ciò suggerisce che Peter le è stato infedele.
Intanto Lemon desidera fare colpo su Delia Ann Lee la quale dovrebbe assegnare il titolo di presidente della Guardiane della Memoria, e infatti vuole convincere Lavon a usare i fondi di Bluebell per il restauro di un vecchio ponte. Tuttavia Zoe e George lo esortano a usare quel denaro per l'ampliamento della strada che collega alla statale, incoraggerebbe il turismo e lo scorrimento delle ambulanze di soccorso.
Zoe va dalla parrucchiera e quando scopre che la crisi matrimoniale dei Mayfair è sulla bocca di tutti, vede una delle sciampiste, Wanda, sentirsi in colpa, dando per scontato che sia l'amante di Peter. Intanto Earl, soprannominato "Il Pazzo", l'ubriacone della città, totalmente sbronzo, minaccia di buttarsi dal tetto del negozio di ferramenta, Zoe è l'unica a spaventarsi, al contrario degli altri cittadini, abituati ai comportamenti di Earl. A quel punto interviene Wade, che raggiunge Earl sul tetto, quest'ultimo lo convince a cantare e così facendo Wade lo aiuta a calmarsi portandolo via da lì; Zoe rimane sorpresa quando sente Wade chiamare Earl "papà" scoprendo che lui è il figlio di un alcolista.
Lemon si arrabbia con George per averle impedito il restauro del ponte avendo fatto fronte comune con Zoe, affermando che George è attratto da lei perché la dottoresse le ricorda i due anni in cui lui ha vissuto a New York, infatti ciò che lei teme è che, benché George affermi di sentirsi soddisfatto a Bluebell, da quando è tornato a New York lui è cambiato e che le sue necessità non sono più le stesse. George cerca di farle capire che ha spinto per usare quei fondi a favore dell'ampliamento della strada solo perché lo ritiene un modo per aiutare Bluebell a progredire, mentre Lemon si impegna soltanto affinché la cittadina rimanga ancorata a inutili tradizioni del passato.
Wanda va allo studio medico dove Zoe è costretta a constatare che pure lei ha i sintomi della sifilide, questo rafforza la sua convinzione che Peter e Wanda sono amanti. Tuttavia quest'ultima confessa a Zoe che all'insaputa di Peter, aveva fatto un piercing a Beverly, ingenuamente crede che sia quello il motivo per cui si stanno lasciando. Adesso Zoe ha capito come stanno le cose, aiuta Beverly e Peter a riconciliarsi spiegando ai due che nel loro matrimonio non c'è stata infedeltà: il fidanzato di Wanda l'aveva tradita, senza che lei lo sapesse l'aveva contagiata con la sifilide, e dunque quando Wanda ha fatto il piercing a Beverly senza le dovute precauzioni le ha inavvertitamente trasmesso la malattia.
Zoe parla con Wade affermando che è stato bello da parte sua aiutare Earl, ma lui non va fiero di quello che è successo, perché suo padre è semplicemente un alcolista, è quindi Wade ha solo dovuto imparare ad adeguarsi ai comportamenti di Earl. George parla con Lemon e ammette che in fondo lei ha ragione, è cambiato da quando è tornato da New York, si è aperto a nuove esperienze, ma adesso desidera solo restare al suo fianco, le regala una collana e il biglietto di un'agenzia immobiliare, desidera andare a vivere con lei, in una casa che sua tutta loro.
Lavon, pur di fare un favore a Lemon, spiega a Delia Ann che per merito di Lemon ha deciso di ristrutturare il vecchio ponte, sperando così che Delia Ann possa avere di Lemon una considerazione migliore, infatti anche se i soldi saranno investiti per l'ampliamento della strada, Lavon ha accettato di fare da testimonial per una pubblicità in modo da ottenere il denaro necessario per il restauro del ponte.
- Ascolti USA: telespettatori 2.010.000 - share 2%[7]

## Lo spirito del bosco
- Titolo originale: The Undead & The Unsaid
- Diretto da: Tom Amandes
- Scritto da: Donald Todd

### Trama
Addy nota che Zoe continua a ignorare tutte le chiamate di Candice, infatti non vuole parlarle, è ancora arrabbiata con lei per tutte le bugie che le ha raccontato. Visto che Brick è via per assistere una partita di football, Zoe in auto va a casa di una paziente che lui stava visitando, ma in piena notte, alla guida dell'auto, investe una persona che poi fugge via. Il mattino seguente Zoe va al Rammer Jammer raccontando a Shelley e George quello che è successo, vede poi che in una parete del bar c'è una foto dell'uomo che lei ha investito, si tratta di Leon Mercy.
Candice va a Bluebell per parlare con la figlia, ma lei non desidera rivolgerle la parola, anche perché ha capito che Candice, più che per dei chiarimenti, vuole solo che Zoe la perdoni. Bill, lo sceriffo di Bluebell e marito di Addy, ha perlustrato la zona dove Zoe afferma di aver investito Leon, ma non ha trovato niente, tra l'altro Addy le rivela che Leon eroicamente salvò delle persone da un incendio in una casa che aveva preso fuoco, però tre mesi dopo morì.
Durante la notte, Zoe vede Leon affacciarsi alla finestra di casa sua, lei fa delle ricerche e fa notare a Wade che, benché tutti abbiano sempre creduto che Leon è morto per annegamento mentre pescava, il suo cadavere non è mai stato rinvenuto. Rose porta Magnolia (la sorella minore di Lemon) a casa di Zoe, erano andate a una festa e Magnolia ha bevuto troppo, ha perso i sensi quindi Wade e Zoe le prestano soccorso. Zoe la porta allo studio medico, è riuscita a stabilizzarla, stava per morire a causa di un'intossicazione da alcolici.
Benché Rose le avesse chiesto riserbo, Zoe per dovere professionale ha avvertito Lemon la quale, dopo aver ringraziato Zoe, riporta a casa la sorellina. Lemon però pretende una spiegazione da Magnolia non potendo perdonarle tanta irresponsabilità, ma poi capisce che lei è triste dato che a breve Lemon non abiterà più con lei e Brick visto che si trasferirà in un'altra casa con George, e Brick purtroppo è sempre stato un padre assente. George, vedendo che Lemon non ha il coraggio di affrontare Brick, essendo troppo abituata a doversi prendere cura lei di Magnolia, rimprovera severamente Brick (di ritorno dalla partita di football) facendogli notare che sua moglie Alice lo ha lasciato da ormai 12 anni, ma lui vive nell'illusione che un giorno tornerà, e intanto ha messo Lemon nella posizione di sobbarcarsi la responsabilità di crescere Magnolia. Brick capendo che George ha ragione, rimprovera Magnolia dopo aver saputo quello che è successo, e infine la mette in punizione.
Zoe e Wade vanno nel bosco e lì trovano Leon, ciò conferma che Zoe aveva ragione, non era morto, e ha la gamba ferita dato che lei lo aveva investito. Zoe gli medica la gamba e Leon ammette che prima di inscenare al propria morte, lui non faceva che giocare d'azzardo e bere, Leon ha una moglie e un figlio ma ha preferito far credere a tutti, compresa la sua famiglia, che è morto in quell'incendio. Infatti Leon era entrato in quella casa in fiamme per rubare, è stato solo un caso che abbia salvato quella gente, Wade capisce quindi che ha preferito inscenare una falsa morte in modo che tutti lo ricordassero solo per quel gesto eroico, Leon non voleva deludere suo figlio a causa del suo stile di vita dissoluto, e quindi per evitare di farlo ha finto di morire.
Finalmente Zoe dà modo a Candice di chiarirsi con lei, sua madre ammette che ha mantenuto tutti quei segreti sul padre di Zoe perché non voleva deluderla e perdere il suo affetto, infine Zoe la perdona e le due si abbraccio. Zoe va a trovare nel bosco Leon per dargli delle medicine, gli fa notare che ha scelto di vivere in quel bosco proprio perché non voleva perdere di vista suo figlio, inoltre visto lo stile di vita isolato che ha condotto, ormai da tempo ha smesso di bere e giocare d'azzardo, adesso ha la possibilità di essere un uomo migliore per suo figlio. Dopo aver conversato con Zoe, lui decide di tornare dalla sua famiglia, e così tutti scoprono che Leon è ancora vivo.
- Ascolti USA: telespettatori 1.450.000 - share 1%[8]

## Colpo accidentale
- Titolo originale: The Crush & The Crossbow
- Diretto da: David Paymer
- Scritto da: Leila Gerstein

### Trama
Quando la madre di Zoe la mortifica per il fatto che lei non ha un fidanzato, lei decide di frequentare un uomo, anche se prevede di rimanere a Bluebell solo per poco, non ritiene che ci sia nulla di male se prova a legarsi sentimentalmente a qualcuno. Shelley ha capito che Zoe prova qualcosa che George ma le ricorda che lui è un uomo impegnato, le suggerisce Wade dato che in fondo ha già dato prova di essere attratta da lui.
Zoe visita una paziente, si chiama Tansy Truitt, ma stranamente non sembra stare male, in realtà non fa che importunare Zoe facendole varie domande di natura personale, poi la dottoressa scopre che è la moglie di Wade, è da un anno che non si vedono. Addy le rivela che Tansy e Wade si sposarono quattro anni fa, era stato un gesto impulsivo, erano ubriachi, e dopo quattro mesi si sono lasciati. Tansy e Wade vanno da George per firmare i moduli del divorzio, è da quattro anni che li aveva preparati, tuttavia Wade li straccia quando scopre che Tansy a breve convolerà a nozze con il suo nuovo fidanzato, Colt, un uomo dall'aria poco raccomandabile.
Delia Ann desidera una personalità famosa per la gara di tartarughe che sta preparando con l'aiuto delle Belles, in effetti AnnaBeth suggerisce Lavon, il quale accetta. Zoe conosce Judson Lyons, un veterinario il quale, essendo affascinato da lei, la invita a cena. Proprio quando Judson la stava aspettando al ristorante, Zoe gli dà buca, il giorno dopo va a Mobile per vedere al cinema un film di Woody Allen e lì incontra George, e i due si mettono a guardare il film insieme.
Tutti essendo timorati di Delia Ann, cercano di far vincere la sua tartaruga alla gara che si tiene al Rammer Jammer, ma Lavon non intende lasciarsi sottomettere, infatti non sopporta l'arroganza della donna. Lemon decide di aiutarlo e con un microfono fa in modo che tutti sentano le parole offensiva di Delia Ann, che fa una brutta figura davanti a tutti, e la sua tartaruga perde.
Tansy cerca di sedurre Wade dando per scontato che lui voglia sabotare il suo matrimonio con Colt perché ancora innamorato di lei oltre al fatto che non ha mai voluto il divorzio; ma Wade è costretto a disilluderla, lui non vuole che Tansy sposi Colt solo perché non lo reputa un brav'uomo, e se finora non hanno divorziato è solo perché Tansy cercava sempre scuse per non firmare i moduli. George e Zoe dopo aver visto il film, passano del tempo insieme e si divertono, poi lui la riaccompagna a casa e vedono Colt puntare una balestra contro Wade. Interviene George che convince Colt a calmarsi a dargli la balestra, ma non appena George la posa per terra scocca accidentalmente la freccia che gli si conficca nella gamba.
Zoe, Tansy e Wade portano George nello studio medico, dove Zoe e Addy lo medicano. Quando Zoe e George rimangono soli, i due sono sul punto di baciarsi ma arriva Lemon che accudisce il suo fidanzato. Tansy ha deciso di lasciare Colt, inoltre chiederà a George di redigere nuovamente i moduli del divorzio. Wade le promette che troverà un giorno un uomo che saprà amarla a darle il matrimonio che desidera, perché lei merita un uomo che sia migliore di Wade e di Colt. Tansy ha capito che Wade è innamorato di Zoe ma gli suggerisce di lasciarla perdere perché è improbabile che una ragazza come lei possa ricambiarlo e concedergli una possibilità. Alla fine Zoe decide di concedere un'opportunità a Judson e gli chiede di uscire con lei, e Judson accetta volentieri mentre Wade li guarda con un'espressione sofferente.
- Ascolti USA: telespettatori 1.620.000 - share 1%[9]

## La festa del "Ritorno a casa"
- Titolo originale: Homecoming & Coming Home
- Diretto da: Jeremiah Chechik
- Scritto da: Rina Mimoun

### Trama
Bluebell organizza i preparativi per la partita di football liceale, Wade vede Jimmy Praboo, ai tempi in cui lui e George andavano al liceo e giocavano nella squadra di football, Jimmy tormentava entrambi con dei brutti scherzi, e adesso vogliono la loro piccola vendetta. Lavon, per aiutare Zoe a integrarsi a Bluebell, le affida il compito di organizzare la festa di pre-partita. Zoe riceve la visita di Gigi Godfrey, sua amica di New York, è una party planner e si offre di aiutarla a preparare la festa.
George propone a Wade di coinvolgere Lemon nello scherzo, quando era una liceale era brava a organizzare queste cose, tuttavia Wade non è d'accordo: in effetti quando andavano al liceo Wade, Lemon e George erano tutti e tre molto amici, ma ormai Lemon è diventata una persona fin troppo rigida, effettivamente Wade non ritiene che affidarsi al suo aiuto sia una buona idea. Lemon all'inizio non è favorevole, ma facendosi coinvolgere dalla cosa inizia a divertirsi a prenderci la mano. Zoe nota che Gigi per la festa ha in mente idee fin troppo sofisticate che non sono molto in linea con la cultura locale. Gigi fa notare a Zoe che lei finora non si è integrata a Bluebell perché ha solo provato ad abbracciare le loro usanze, e alla fine si lascia convincere.
I quarterback della squadra del liceo iniziano a sentirsi male, quindi Lavon chiede a Zoe di visitarli, tra i sintomi ci sono la lacrimazione, dolori allo stomaco e tosse. La partita è a breve ma Zoe non se la sente di farli scendere in campo finché non avrà capito cos'hanno, anche perché sono negativi agli esami degli streptococchi. Lavon si arrabbia con Zoe perché il party organizzato da Gigi non piace agli invitati, inoltre Zoe non accetta l'atteggiamento arrogante di Gigi che non fa altro che criticare gli abitanti di Bluebell da lei ritenuti rozzi e insignificanti.
Lemon, Wade e George fanno il loro scherzo a Jimmy mettendo del colorante blu all'interno della doccia, ma così lui scivola e si fa male, quindi lo portano allo studio medico dove Zoe lo visita, per fortuna sta bene, Jimmy tra l'altro non è arrabbiato per lo scherzo. Zoe torna al party e sorprende Gigi a fare sesso con Judson. Il mattino dopo Gigi inizia a presentare sintomi simili a quelli dei ragazzi della squadra di football, lei ammette di aver fatto sesso con Judson nel giardino di Lavon, senza volerlo aveva ingerito dell'erba. Adesso Zoe ha capito che i ragazzi si sentono male a causa dei prodotti chimici che Lavon ha usato sul campo da football, gli stessi che usa nel proprio giardino, infatti i quarterback hanno l'abitudine di leccarsi le dita per migliorare la presa e questo ha favorito l'avvelenamento da sostanze chimiche, tuttavia saranno in forma per la partita dato che Zoe provvederà a curarli con dell'atropina.
Lemon non è contenta di quello che è accaduto con Jimmy, anche se George in realtà aveva notato quando lei si stesse divertendo. George sperava che Lemon potesse tornare a essere la persona spensierata a divertente che era un tempo, ma Lemon mette in chiaro che ormai lei è una donna adulta e di conseguenza se abbracciasse nuovamente una condotta sconsiderata, come quando era adolescente, ciò non si concilierebbe con la vita che ora vuole condurre.
Gigi torna a New York, lei e Zoe si salutano in maniera amichevole, rivederla ha ricordato a Zoe che persona era prima di trasferirsi a Bluebell, ma contemporaneamente non si è ancora adattata alla cittadina, purtroppo Zoe non riesce a trovare ancora un senso di stabilità. Zoe si scusa con Lavon per il disastroso party organizzato da Gigi, quindi gli fa una sorpresa, preparando per lui una cena, Lavon apprezza il gesto e Zoe gli confessa che lui è il suo migliore amico. 
- Curiosità: nell'episodio si apprende che George, quando era un liceale, giocava a football, chiaro riferimento al fatto che Scott Porter, l'attore che interpreta George, nella serie Friday Night Lights recitava il ruolo di Jason Street, giovane promessa del football liceale.

- Ascolti USA: telespettatori 1.770.000 - share 2%[10]

## Il pirata e l'avvocato
- Titolo originale: The Pirate & The Practice
- Diretto da: Joe Lazarov
- Scritto da: Debra Fordham

### Trama
Addy con soddisfazione fa notare a Brick che i pazienti di Zoe hanno coperto il 30% del fatturato, lei ha adempiuto ai suoi doveri e le quote dello studio le appartengono di diritto, infatti Brick ha capito che essendo lei una ragazza bella e giovane, gli uomini preferiscono farsi visitare da Zoe, infatti alcuni dei pazienti di Brick adesso preferiscono la giovane dottoressa a lui. Lavon compra una centralina così Zoe e Wade non dovranno più dividere lo stesso impianto elettrico evitando i loro continui cortocircuiti, ma quando chiede a Wade di aiutarlo a montare la centralina, lui si rifiuta affermando che non è portato per questi lavori.
Clora e Harold chiedono a George di lavorare nello studio legale di famiglia a Montgomery, infatti Harry, il fratello di George, ha lasciato lo studio per candidarsi in politica, e vorrebbe che George lo sostituisse, ritenendo che il suo talento a Bleubell è sprecato. Hanno acquistato un appartamento per lui e Lemon a Montgomery, potranno viverci per tre giorni a settimana e intanto continuare ad abitare a Bluebell.
Lavon ha capito che Wade ha mentito, lui semplicemente non vuole aiutarlo a montare la centralina perché è innamorato di Zoe, quando lei litiga con Wade per i cortocircuiti almeno gli presta un po' di attenzione. Dato che Zoe prevede di andare New York per trascorrere con la madre il giorno del ringraziamento, Wade ascoltando il suggerimento di Lavon decide di accompagnarla per poi confessarle i suoi sentimenti. Dato che Brick ha portato via a Zoe alcuni pazienti, lei deve trovarne degli altri prima che il trimestre finisca (entro pochi giorni), intanto un bambino di nome Caleb Hilson viene portato allo studio medico perché si sente male, benché fosse Zoe a occuparsi del caso, la madre di Caleb preferisce che a occuparsene sia Brick.
Intanto Shady, il padre di Caleb, chiede a George di redigere un contratto di vendita, vuole rinunciare al suo negozio di ferramenta e lasciare Bleubell per aprirsi a nuove esperienze, prendendo esempio da lui George decide di accettare l'offerta di Harold. Anche Lemon sembra voler accettare, anche perché Clora è insolitamente gentile con lei dato che afferma di desiderare con la futura nuora un rapporto madre-figlia. Mentre Brick visita Caleb, arriva Zoe che capisce la causa del problema: sindrome da decompressione, infatti con una muta subacquea si era immerso nella baia perché ingenuamente credeva alla leggenda locale del tesoro dei pirati, lui rischia un'embolia, quindi Zoe lo fa ricoverare in ospedale, verrà portato in una camera iperbarica.
George scopre che Shady ha mentito, il negozio di ferramenta sta andando in fallimento ecco perché deve venderlo, Caleb voleva il tesoro solo impedire il trasferimento della propria famiglia. Intanto Lemon, al supermercato, vede Clora che parla con Harold scoprendo che non desidera affatto avere un rapporto migliore con lei, era solo uno stratagemma per convincere George a trasferirsi a Montgomery: Lemon insulta Clora rinfacciandole il suo disgusto verso di lei.
Wade porta in auto Zoe all'aeroporto ma, proprio quando stava per confessarle ciò che prova, lei cambia idea e decide di organizzare una sorpresa per Caleb, infatti crea una caccia al tesoro e lui trova uno scrigno con un po' di soldi in contanti, Caleb apprezzando la gentilezza di Zoe la abbraccia. Brick e George hanno dei contratti di lavoro per Shady, gli sono stati assegnati dei progetti di restauro e quindi ciò lo aiuterà a rimettersi in sesto, inoltre gli Hilson ora che sono pazienti di Zoe le consentono di mettersi in pari con lo studio medico, almeno per un altro trimestre. Harold fa a George una rivelazione, un suo cliente gestisce un complesso di superstore, vogliono acquistare dei terreni a Bluebell, ed è solo perché George è stimato dalla comunità che voleva assumerlo nel suo studio sperando che il figlio avrebbe convinto gli abitanti di Bluebell a cedere i terreni necessari al progetto.
- Ascolti USA: telespettatori 1.900.000 - share 2%[11]

## Conciata per le feste
- Titolo originale: Hairdos & Holidays
- Diretto da: David Paymer
- Scritto da: David Babcock

### Trama
Wade e Lemon odiano vedere George e Zoe andare così d'accordo, in effetti George ha bisogno che Zoe gli dia una consulenza medica su un caso a cui sta lavorano. Intanto è arrivato il Natale e Wade procura un albero a George da regalare e Lemon, ma è piccolo e dunque i due decidono di procurarsene un altro. Dato che Lemon ha provocato Zoe accusandola di essere destinata a diventare una zitella senza uomo e figli, lei decide di aiutare Rose a vincere il concorso di bellezza al quale partecipa anche Magnolia, con Lemon che cerca di istruirla a dovere. In passato anche Lemon e la madre Alice parteciparono al concorso e lo vinsero.
Mentre Wade e Geroge vanno a prendere l'albero, i due si confrontano sulle loro vite, George afferma che quella di Wade è un'esistenza superficiale, dato che essenzialmente passa da una donna all'altra ma non riesce ad avere una relazione stabile, mentre Wade gli fa notare che ormai George è intrappolato nella sua relazione con Lemon che dura da troppo tempo. I due abbattono l'albero da regalare a Lemon ma vengono arrestati, Wade aveva mentito a George facendogli credere che era in buoni rapporti con il proprietario del terreno il quale in realtà prova astio verso di lui.
Lemon e Zoe preparano rispettivamente Magnolia e Rose per il concorso di bellezza, ma evidente che in realtà attraverso le due ragazzine stanno solo cercando un pretesto per rivaleggiare dato che Zoe prova qualcosa per il fidanzato di Lemon. Quest'ultima accusa Zoe di non aver riguardo verso il fatto che lei e George stanno per sposarsi, mentre Zoe afferma che George è attratto da lei perché vede in Zoe qualcosa che Lemon non possiede. Magnolia e Rose si sentono imbarazzate per il comportamento di Lemon e Zoe, tanto che entrambe si scusano con le ragazzine per averle messe sotto pressione.
Con dei flashback si scopre di più sul rapporto tra Lemon e Alice, e di come ebbe inizio la sua relazione con Lavon: quando Lemon era una ragazza adolescente Alice la aiutò a vincere il concorso di bellezza. Lemon ammirava sua madre e desiderava diventare come lei, infatti tutto ciò che voleva era sposarsi con un uomo affermato e avere dei figli, ma Alice tentò di convincerla a essere più ambiziosa. Trascorsero gli anni, Alice aveva abbandonato la famiglia, intanto Lemon si sentiva sola perché George era a New York per lavoro, e in un articolo di giornale vide la recensione di uno spettacolo dove Alice era una delle protagoniste, scoprì così aveva lasciato la famiglia per diventare un'attrice. Lemon si strappò dal collo la collanina che Alice le regalò, ma Lavon la raccolse per poi restituirgliela, i due si baciarono e iniziò la loro relazione.
Mentre sono in cella, Wade si mette a litigare con George, perché trova ignobile che lui corteggi Zoe benché a breve convolerà a nozze con un altra, aggiungendo che è solo colpa sua se Zoe non ha il coraggio di trovarsi un fidanzato. George non nega di essere attratto da Zoe, ma giura di amare Lemon e che niente lo dividerà da lei. Quest'ultima decide di andare a trovare Alice ma scopre che si è risposata e che ha un'altra figlia.
Magnolia e Rose si divertono al concorso di bellezza, a vincere è un'altra concorrente, mentre loro sorridono applaudendo la vincitrice. George e Zoe convengono che è meglio non lavorare al coso insieme e che la cosa migliore è mettere un po' di distanza l'uno dall'altra. Lemon va a casa di Lavon, desidera il suo conforto, ma lui non la invita e entrare, non è corretto che lei si rivolga a Lavon mentre è in procinto di sposare un altro uomo. Wade si fa coraggio e invita Zoe al Rammer Jammer a bere qualcosa insieme, anche se è evidente che Zoe apprezza l'offerta, declina ma lo fa sorridere quando lascia intendere che forse accetterà l'invito un'altra volta.
- Guest star: Meredith Monroe (Alice Breeland)
- Ascolti USA: telespettatori 1.810.000 - share 2%[12]

## L'iniziazione
- Titolo originale: Hell's Belles
- Diretto da: Janice Cooke
- Scritto da: Donald Todd

### Trama
Zoe nello studio medico, mentre dà la caccia a un topo, trova per caso una scatola con sopra un biglietto con scritto il proprio nome, chiaramente era di Harley e voleva lasciarla alla figlia. Lei la apre e trova la foto di una donna, Brick le spiega che quella è Maureen, la zia di Zoe, vive a Liberty, in effetti Brick le fa notare che da quando è arrivata a Bluebell non ha mai provato a conoscere la sua famiglia (il ramo paterno) aggiungendo che il motivo per cui non riesce a integrarsi a Bluebell è perché finora non ha provato a conoscere il proprio lignaggio famigliare. Dato che Brick le suggerisce di familiarizzare con Maureen, lei va Liberty dove scopre che la zia è un membro delle Belles, Maureen dà a Zoe l'anello del comitato femminile: Zoe deve far parte delle Belles essendo un suo diritto appartenendo al proprio retaggio famigliare.
George sta lottando per evitare che il superstore venga costruito, convince i proprietari di alcuni terreni a non vendere, ciò impedirà la realizzazione di una strada d'accesso. Sembra che tutto si sia risulto ma Didi gli fa notare che c'è un lotto che, qualora venga acquistato dalla catena di supermercati, garantirebbe la costruzione della strada, facendo delle ricerche scoprono che appartiene a Earl. Quest'ultimo non intende vendere, vuole che siano i figli a ereditare il terreno, ma Wade non è interessato, non ha valore e se Earl intascasse il denaro della vendita almeno smetterebbe di chiedere a lui dei prestiti. Wade esorta George a lasciare in pace Earl, non trovando giusto che suo padre non ottenga i soldi della vendita del terreno solo per dare a George la soddisfazione di battere Harold.
Lemon non prende bene il fatto che Zoe sia una delle Belles, tuttavia Crickett, un membro del comitato, le fa notare che non hanno il potere di impedirlo. A quel punto Lemon si appella alla "Settimana Infernale": Zoe per far parte delle Belles deve superare il rito di iniziazione e prestarsi a tutte le pretese delle Belles, lei accetta senza obiettare. Tuttavia Crickett e AnnaBeth chiedono a Zoe un consulto medico, vorrebbero avere dei figli ma non riescono a rimanere gravide, in realtà tutte le Belles hanno questo problema. AnnaBeth confessa a Zoe che Lemon insieme alle altre Belles per gioco fece un rito sulla tomba di una zingara, che prevedeva che finché non si sarebbero tutte sposate non avrebbero avuto figli, effettivamente Lemon è l'unica che non è convolata a nozze. Zoe spiega a Lemon che le Belles si sono lasciate condizionare da lei, in fondo tutte loro sono timorate di Lemon a causa della sua tempra autoritaria, temono che lei si arrabbi se una qualunque di loro restasse incinta prima che lei possa sposare George.
Earl si presenta nell'ufficio di George per informarlo che ha cambiato idea, venderà il terreno. George ha capito che non è quello che vuole, è solo una reazione all'indifferenza di Wade. George fa capire al suo amico che Earl chiede soldi in prestito solo al figlio perché è un modo per attirare la sua attenzione, è il solo modo che ha per far capire a Wade quanto tiene a lui. Wade va a casa di Earl e gli chiede di non vendere il terreno, infine gli dà un po' di soldi.
Wade fa notare a Lavon che lui ormai non esce più con una donna da troppo tempo, come se non bastasse tutte lo evitano dato che pensano erroneamente che sia infatuato di Didi (a causa della cena al ristorante dove Lavon aveva esagerato nel corteggiarla). Lavon si scusa con Didi per come si comportò al ristorante, lei tuttavia ci terrebbe a frequentarlo dato che Lavon le piace davvero.
Lemon, non volendo più infierire su Zoe, decide di accettarla come membro delle Belles, ma poi Zoe capisce quanto Lemon sia fragile, lei vive nella paura di essere come Alice, una donna capace di abbandonare la propria famiglia: a quel punto Zoe decide di non far parte delle Belles, lei non è come Maureen, e contemporaneamente fa capire a Lemon che non è destinata a essere come Alice. Infine Lemon, per accontentare le amiche Belles, fa un rito sulla tomba della zingara e le proscioglie dal patto che avevano fatto in precedenza. Brick parla con Zoe e le confessa che rivede in lei la forza di carattere tipica della famiglia Wilkes, decide di raccontare alla collega alcune storie sui Wilkes, in modo che lei impari a conoscerli meglio attraverso i suoi racconti.
- Ascolti USA: telespettatori 1.230.000 - share 2%[13]

## Piccoli segreti
- Titolo originale: Mistress & Misunderstandings
- Diretto da: James Hayman
- Scritto da: Beth Schwartz

### Trama
Tutti si sono accorti che Zoe è di ottimo umore, tanto che Shelley mette Wade in paranoia affermando che la dottoressa si è trovata probabilmente un amante. Wade non riesce a celare la propria gelosia, ma Lavon dubita che Zoe abbia un uomo, e infatti scopre che Zoe è felice perché lei e AnnaBeth sodo diventate amiche, ma si vedono di nascosto dal momento che Zoe non è in buoni rapporti con Le Belles e ciò comprometterebbe AnnaBeth se si sapesse che loro due si frequentano. Lemon desidera che Delia Ann, faccia di lei il nuovo presidente delle Guardiane della Memoria, quindi pur di farsela amica lei e George passano la notte a giocare a pictionary con Delia Ann e suo marito Lawrence, avvocato arrogante con il quale George non va d'accordo, anche perché recentemente ha battuto George in tribunale in una causa legale. La serata si rivela un disastro, George pur di vincere si rende ridicolo davanti a tutti.
Judson regala dei fiori a Zoe, si scusa per quello che è accaduto con Gigi, sa di aver sbagliato, ma vorrebbe con Zoe un'altra opportunità. Intanto Zoe visita un paziente, Sal, il quale è stato graffiato dal proprio gatto, Zoe chiede a Judson di dare un'occhiata all'animale e scopre che graffiando Sal lo ha fatto ammalare di Bartonella henselae, quindi Zoe gli fa una ricetta per l'azitromicina. Quando Sal va allo studio medico chiede a Zoe un'altra ricetta, l'azitromicina che le aveva già prescritto ha dovuto darla alla sua amante, che è stata graffiata anche lei dal gatto, è una donna sposata. Zoe cerca di convincere Sal a parlare con la sua amante, deve metterla nella posizione di scegliere tra lui e il marito, non è giusto che Sal continui a umiliarsi dietro a una relazione clandestina. Lemon, che era lì allo studio medico, ha ascoltato la conversazione.
Lavon fa notare a Zoe che l'amicizia con AnnaBeth non sarà sincera se quest'ultima non impara ad accettarla in pubblico, il problema è che AnnaBeth è timorata di Lemon, e a quel punto Zoe la istruisce in modo da insegnarle a essere più autoritaria. In effetti durante un ricevimento organizzato dalle Belles, AnnaBeth fa servire degli amaretti benché Lemon l'avesse proibito, ma davanti al tentativo di rimprovero di quest'ultima, AnnaBeth le tiene testa davanti a tutti riuscendo ad azzittirla. Delia Ann ne rimane piacevolmente colpita, ritenendo AnnaBeth più adatta di Lemon per la nomina a presidente delle Guardiane della Memoria avendo dato prova di avere forza di carattere.
Dal modo in cui Lemon guarda Zoe, intuisce che è stata lei a dare coraggio ad AnnaBeth, inoltre nota che Delia Ann ha un segno di graffio sotto il collo: capisce che è stato il gatto di Sal, è la sua amante, infatti tradisce Lawrence. Wade va a letto con una ragazza, Joelle, è un espediente per ingelosire Zoe, ma benché quest'ultima appaia un po' infastidita, non dà alla cosa molta importanza. Il piano di Wade è fallito, a quel punto Lavon gli fa capire che lui deve fare colpo su Zoe con un atteggiamento più maturo, anche se Wade è un bravo ragazzo questo non basta perché lei è una donna che può amare soltanto un uomo capace di assumersi delle responsabilità.
Quando George scopre che Lavon vuole minacciare Delia Ann facendo leva sulle sue infedeltà pur di impedirle di dare ad AnnaBeth la carica a cui Lemon ambisce, le fa un discorso ammonitore: se oserà comportarsi così le loro relazione è finita, non può tollerare dalla sua fidanzata tanto cinismo. Lemon si rassegna e AnnaBeth viene eletta presidente delle Guardiane della Memoria, tuttavia non ha il coraggio di rendere pubblica la sua amicizia con Zoe. Wade consola la ragazza ricordandole che lei ha come amici George e Lavon, non deve dubitare che avrà sempre delle persone capaci di sostenerla. 
Sal seguendo il consiglio di Zoe ha messo Delia Ann davanti a una scelta, e lei ha preferito Lawrence a lui, la loro relazione è giunta al termine. Zoe gli fa capire che è la cosa migliore, deve trovare una donna che sappia apprezzarlo per davvero. Le Belles vanno al Rammer Jammer per festeggiare la nomina di AnnaBeth come presidente delle Guardiane della Memoria, ma Crickett porta all'attenzione di Lemon un portachiavi che era dentro la borsa di AnnaBeth, è stata Zoe a regalarglielo, adesso ha la prova che sono amiche, tuttavia Zoe mente affermando che è finito nella borsa di AnnaBeth per sbaglio e che è un regalo per Judson, lo bacia davanti a tutti in modo da far credere che ora sono una coppia: AnnaBeth sorride, avendo chiaramente apprezzato il gesto di Zoe.
George va in un bar e incontra per caso Lawrence, il quale gli offre da bere, sa di essere stato sgradevole con lui, ma lo mette in guardia: stare con donne come Delia Ann e Lemon è molto stressante, è da un anno che il suo matrimonio è in crisi, ormai la moglie è diventata collerica e introversa, tanto che George non può fare a meno di notare quanto il comportamento di Delia Ann è simile a quello di Lemon. Dal suo sguardo si intuisce che George sta iniziando a capire che la sua fidanzata gli è stata infedele. 
- Ascolti USA: telespettatori 1.540.000 - share 1%[14]

## Il ballo della torta
- Titolo originale: Sweetie Pies & Sweaty Palms
- Diretto da: Patrick Norris
- Scritto da: Leila Gerstein

### Trama
È il giorno di San Valentino a Bluebell e per l'occasione c'è l'annuale Ballo della Torta, in effetti Zoe è indecisa se invitare Judson, temendo che ciò renderebbe troppo ufficiale la loro relazione. Cambia poi idea e lo invita, in reazione al fatto che Wade continua a provocarla con Joelle. Dato che George e Lemon hanno avuto i loro attriti negli ultimi tempi, vogliono andare al ballo per appianare le loro divergenze, mentre Lavon invita Didi.
Addy e Lemon ritengono che Brick debba andare al ballo con un'accompagnatrice, è da troppi anni che non frequenta donne, immerso nel ricordo di Alice. Lavon vede Didi in compagnia di Al, è il suo ex fidanzato, sono stati insieme per cinque anni, lui vuole riconquistarla, ma Didi non intende tornare con Al. Lavon tuttavia, temendo che Didi possa ferirlo, decide di non frequentarla più. Zoe e Wade continuano a scambiarsi sgradevoli scherzi reciproci, Zoe va al ballo con Judson e Lavon le chiede di raggiungere Wade, c'è un'emergenza, ma Zoe non gli crede, sennonché Wade si presenta al ballo: Rose si è ferita.
George dimentica di spedire gli inviti al matrimonio, come se non bastasse vede che Lemon, al ballo, piuttosto che concentrarsi su di lui, è più occupata a far funzionale le cose tra Brick e Agnes, l'accompagnatrice che gli ha trovato. Didi si offre di spedire subito gli inviti ma George, quasi a voler punire Lemon per l'indifferenza con cui lo sta trattando, le chiede di non farlo. George stufo della situazione, litiga con Lemon, ciò che lo irrita è il fatto che lei non è nemmeno arrabbiata dopo aver scoperto che lui non ha spedito gli inviti, la conferma di quanto poco le importi del loro rapporto. George le fa capire quanto per lui starle accanto è diventato difficile, Lemon si trasformata in una donna incostante e rabbiosa, e lui non è più capace di gestirla.
Zoe medica la ferita di Rose, quest'ultima le fa capire che Wade prova dei sentimenti nei suoi confronti, ma lui purtroppo è un immaturo, provoca Zoe perché non è capace di esprimersi. Judson, benché Zoe ci tenesse a uscire ancora con lui, decide di non frequentarla più, ha capito che anche se tenta di nasconderlo, lei è troppo presa da Wade. Zoe tenta di parlare con Wade, provando a fargli capire che sarebbe disposta a dargli un'opportunità, ma lui con arroganza la respinge preferendo Joelle a lei.
Lemon si arrabbia con Brick il quale non si è divertito al ballo con Agnes oltre al fatto che non intende più frequentarla. Lemon è stufa, Brick non fa che mettere Alice sul piedistallo benché già da 12 anni lo abbia lasciato, e quindi nessun altra donna può rivaleggiare con lei: Lemon è costretta a dirgli la verità, era andata a Daphne a trovarla e ha scoperto che, benché avesse lasciato il marito per diventare un'attrice, si è fatta un'altra famiglia, lei e Brick non torneranno insieme. Quando George viene a sapere da Brick che Lemon era andata a trovare Alice, le chiede per quale motivo non si è confidata con il proprio fidanzato; Lemon gli spiega che non è a proprio agio a mostrare le sua vulnerabilità, Alice le ha insegnato a mascherare i propri sentimenti. George le fa comprendere che deve smetterla di impersonare il ruolo della donna perfetta, lui è pronto ad amarla anche per i suoi difetti.
Lavon chiede a Didi di dargli un'altra opportunità, le confessa che si è sentito minacciato da Al perché non vuole soffrire, Lemon gli spezzò il cuore preferendo il suo vecchio amore George a ciò che invece avrebbe potuto avere con Lavon. Didi lo perdona, Lavon la porta a casa sua e fanno l'amore, ma poi quando Lavon si allontana Didi sotto a un tavolo trova una foto di Lemon.
- Ascolti USA: telespettatori 1.520.000 - share 1%[15]

## Alieni e nuove identità'
- Titolo originale: Aliens & Aliases
- Diretto da: Tom Amandes
- Scritto da: Debra Fordham

### Trama
Vedendo Lemon troppo impegnata nei preparativi del matrimonio, George la esorta a prendersi un giorno di svago, intanto Didi sta cercando di ignorare Lavon senza dargli una spiegazione. Zoe parla con Didi la quale le mostra la foto di Lemon che ha trovato a casa di Lavon, non tarda a capire che hanno avuto una relazione, tuttavia Zoe le racconta una menzogna, le fa credere che la foto appartiene a lei, aiutando così Didi a riconciliarsi con Lavon.
Wade è confuso, aveva portato Joelle a ballare in un bar e poi lei è scappata dal bagno. Joelle gli spiega che deve lasciare Bluebell perché al bar ha visto il suo ex fidanzato Ed, lei accidentalmente aveva dato fuoco al suo giardino e Ed la denunciò, infatti su Joelle pende un mandato d'arresto, e quindi deve scappare in Georgia. Wade, pur di evitare che Joelle scappi, chiede aiuto a Lemon.
George ha un caso, i coniugi Sunberg, infatti Eric è un insegnante e sua moglie Dotty crede nelle cospirazioni aliene, suo marito la sostiene e addirittura crede di comunicare con gli alieni, i quali parlano attraverso lui, tanto che davanti a tali insinuazioni il consiglio scolastico vuole licenziare Eric. George chiede a Zoe di fare un consulto medico, in effetti Eric afferma che tutto ebbe inizio quando Dotty lo portò a Roswell, fu da allora che percepì la sensazione di comunicare con gli alieni, si è fatto anche visitare da alcuni medici a Mobile ma tutti hanno confermato che sta benissimo.
Adesso Zoe vuole una spiegazione da Lavon, ormai ha capito che lui e Lemon sono stati amanti, lui le confessa che Lemon è stata il suo unico amore, ma la loro relazione è finita quando preferì George a lui, ed è indispensabile che quest'ultimo non lo venga a sapere. Zoe si sente a disagio, sta nascondendo dei segreti a George e ha mentito a Didi.
Wade fa indossare una parrucca a Lemon in modo che lei somigli a Joelle e la porta nel bar dove aveva visto Ed, il quale adesso crederà erroneamente che la donna con cui Wade era stato prima non era Joelle, così non sarà necessario che quest'ultima debba fuggire. Wade però scopre che Joelle gli aveva mentito, lei ha volutamente dato fuoco al giardino di Ed perché lo aveva accusato di tradirla, benché non fosse vero. Lemon si diverte a ballare al bar e a ubriacarsi, tuttavia cerca di far capire a Wade che stare con Joelle non lo porterà da nessuna parte, lui è un bravo ragazzo ma per essere felice deve smetterla di vivere nella convinzione che non può avere donne migliori.
Intanto Zoe, vedendo il tatuaggio sul braccio sinistro di Eric, capisce che lui crede di parlare con gli alieni solo per via di un danno neurologico dovuto a un avvelenamento da piombo, il tatuaggio se lo era fatto fare in Messico, Eric beve molto succo di frutta che contiene piccole tracce di piombo che tuttavia hanno reagito con le tossine presenti nel suo organismo causate dal tatuaggio. Fatta la diagnosi ora è possibile guarirlo, tuttavia Eric chiede a Zoe di non farne parola con Dotty, lei ama vivere nella convinzione che gli alieni esistono, ed è questo il collante del loro rapporto. 
George va al bar a prendere Lemon e a quel punto Ed scopre l'inganno, anche perché lui conosce George che in passato aveva difeso il cugino di Ed dall'accusa di evasione fiscale. Ed si arrabbia, quindi George, Lemon e Wade scappano via. Quest'ultimo decide di lasciare Joelle esortandola ad andare in Georgia facendola così arrabbiare, Wade ora ha capito che deve imparare a prendere scelte più assennate.
Zoe torna a casa e vede George e Lemon che fanno l'amore nell'acqua del lago, finalmente Lemon ha capito quanto possa essere piacevole la vita se affrontata con svago e spontaneità, lei e George sono giovani e possono ancora divertirsi, gli propone di sposarlo in una fuga romantica. Zoe li guarda con un'aria malinconica e infine si allontana. 
- Ascolti USA: telespettatori 1.640.000 - share 1%[15]

## Cuori nella tormenta
- Titolo originale: Snowflakes & Soulmates
- Diretto da: Andy Wolk
- Scritto da: David Babcock

### Trama
Zoe è contenta di vedere per la prima volta dal suo arrivo a Bluebell una nevicata, Lavon non condivide il suo entusiasmo, rivelandole che la neve nella cittadina porta spesso sventura. Lavon accoglie Ernie e Carolyn, i suoi genitori venuti da Houston, infatti desidera presentare a entrambi Didi. Zoe ha spedito dei biscotti a Ethan dato che quest'ultimo compie gli anni, lui vive in Germania, ormai si è affermato in Europa come un grande cardiochirurgo, in effetti Zoe aspetta con impazienza una sua telefonata, ma Addy e Brick tentano di farle capire che l'aver scoperto di non essere il suo vero padre ha chiaramente spinto Ethan e non voler più far parte della sua vita.
Allo studio medico, un ragazzo senza volerlo ferisce Brick alla testa con una tavola da snowboard, Zoe lo medica e dato che teme una commozione cerebrale, Addy lo riaccompagna a casa. Magnolia e Brick scoprono che George e Lemon vogliono fare una fuga romantica in Sud Carolina e sposarsi a Charleston, quindi decidono di seguirli, anche se Brick deve aspettare un po', il tempo di riprendersi del tutto. I genitori di Lavon lo informano della loro decisione di divorziare, Carolyn vuole tornare con il suo ex fidanzato del liceo, si sono rimessi in contatto tramite facebook, ormai Ernie non fa che trascurarla pensando solo al lavoro, lei non è più felice al suo fianco.
Zoe va a casa di Tom Long, l'unico a Bluebell che nonostante la neve (che ha danneggiato i collegamenti con il web) ha ancora un collegamento Internet dal suo computer. Tramite esso Zoe accede al proprio account ma scopre che Ethan non le ha inviato nessuna e-mail. Candice le rivela che Ethan non è in Germania, infatti senza che Zoe lo sapesse è a New York, ormai non gli importa più di avere un legame con lei. Per colpa di Magnolia, l'auto di George si guasta, interviene Lavon il quale lo aiuta ad aggiustarla, tenta di soffocare il proprio dolore quando scopre che George e Lemon progettano di andare a Charleston per sposarsi.
Lavon tenta di convincere sua madre e rimanere con Ernie, affermando che l'amore che lei sta cercando è solo un'illusione, aggiungendo che la cosa più importante è la stabilità. Poi Carolyn scopre che Wade e Ernie le hanno fatto una sorpresa, hanno arredato in maniera esotica la camera da letto di Zoe, in riferimento al viaggio nelle Fiji che Carolyn desiderava fare, adesso Ernie ha capito di aver sbagliato e non prestare la dovuta attenzione alle esigenze della moglie, infine i due si baciano e trascorrono insieme la notte nella camera da letto di Zoe.
Dato che Brick non può guidare fino a Charleston a causa della ferita alla testa, Zoe guida al suo posto, lui ha capito che Zoe soffre per l'assenza di Ethan, ma afferma che è quest'ultimo a perderci non volendo un rapporto con lei. Una volta arrivati a Charleston, tuttavia, George cambia idea, vuole dare a Lemon il matrimonio in pompa magna a Bluebell che lei merita e quindi per ora le nozze sono rimandate. Anche se Ernie e Carolyn sono tornati insieme, quest'ultima è preoccupata per suo figlio visto il discorso che le aveva fatto prima, Carolyn gli spiega che Ernie è il suo grande amore, per un momento ne aveva dubitato solo perché capita spesso in un rapporto di coppia di desiderare un'altra persona, tuttavia Lavon non deve perdere la speranza che l'amore sincero e appassionato esista davvero, ma ha capito che suo figlio non può trovarlo al fianco di Didi.
Wade si scusa con Zoe per come si era comportato, non aveva il diritto di interferire tra lei e Judson, tuttavia Wade sorride quando Zoe gli spiega che nei confronti di Jundson non provava nessun amore. Lavon lascia Didi, non voleva ferirla ma ha capito che tra loro due non può funzionare. Il servizio postale ha riportato indietro il pacco che Zoe aveva spedito a Ethan, quindi Zoe si mette a mangiare i biscotti che voleva regalare al padre insieme a Lavon.
- Guest star: Ernie Hudson (Ernie Hayes); Valarie Pettiford (Carolyn Hayes)
- Ascolti USA: telespettatori 1.570.000 - share 2%[16]

## L'uomo dell'anno
- Titolo originale: Tributes & Triangles
- Diretto da: Joe Lazarov
- Scritto da: Michelle Paradise

### Trama
George viene nominato uomo dell'anno a Bluebell, in passato Harley aveva vinto svariate volte il premio. George vorrebbe rendere partecipe Harold del proprio successo ma Lemon glielo sconsiglia, è ancora arrabbiata con lui e Clora per aver tentato di manipolarli in modo che si trasferissero a Montgomery, al contrario Zoe gli suggerisce da dare a Harold un'altra opportunità.
Ormai Zoe sta prendendo in considerazione la possibilità di cambiare cognome, non vuole più quello di Ethan dal momento che egli non desidera un rapporto con lei. Anche se Brick è felice per la premiazione di George, in parte è deluso, voleva lui la nomina a uomo dell'anno. Scopre poi che nel comitato di elezione c'è il preside del liceo frequentato da Magnolia, la quale essendo indisciplinata (oltre al fatto che prende cattivi voti) ha messo Brick in una cattiva luce, ecco perché non ha vinto. Dato che Magnolia ha un debole per Wade, trascorre del tempo con lui, ciò fa arrabbiare suo padre affermando che Wade è una cattiva compagnia, e da ora esige un comportamento più disciplinato da parte della figlia, non tollerando che lei continui a umiliarlo con i suoi atteggiamenti.
A Lavon spetta il compito di fare un discorso al cocktail party in onore di George, ma non ci riesce, e quindi Zoe prende la parola leggendo il discorso scritto da Lavon, scoprendo che il figlio è bianco. Improvvisa lei stessa un discorso in onore dell'amico, affermando che George è un uomo affascinante, che si prodiga per aiutare la comunità animato solo dal proprio altruismo, ricevendo l'applauso di tutti. La cosa diventa imbarazzante quando Lemon le toglie il figlio di mano facendo vedere a tutti che non c'era scritto niente, chiara prova che quelle parole erano più che altro una dichiarazione d'amore. Lemon non nasconde il proprio disagio dato che George ha preferito ascoltare Zoe piuttosto che lei, infatti ha invitato Harold alla premiazione.
Wade ci rimane male quando Magnolia gli rivela dell'appassionante discorso pronunciato da Zoe per George, l'ennesima conferma che lei lo ama, arriva anche a ubriacarsi. Wade va alla cerimonia di premiazione di George con l'intento di dedicargli una canzone con Magnolia, ma lei non si è presentata dato che Brick l'ha messa in punizione, quindi Wade si limita a dire davanti a tutti che George è una brava persona e che merita l'ammirazione di tutti. Harold presenta a George un giornalista, Cleve Wallace, lo ha convinto a dedicargli un articolo per la sua premiazione, ma George si arrabbia credendo che sia un espediente per fare pubblicità a Harry dato che è nel pieno della sua campagna elettorale. George accusa Harold di essere un egoista, suo padre gli giura che ha frainteso, ma poi inizia a sentirsi male e viene ricoverato in ospedale.
Brick spiega a George che Harold rischia di morire, infatti il malore è dovuto a una rottura della valvola mitralica. Wallace rivela a George che Harold desiderava che scrivesse quell'articolo solo perché prova per George una grande stima, quest'ultimo si arrabbia con Lemon: è stata lei a condizionarlo facendogli credere che Harold era venuto alla premiazione con un secondo fine, e se lui morirà quelle parole di odio che gli ha rivolto saranno le ultime. Magnolia si scusa con Wade per le cose brutte che Brick ha detto di lui, ma Wade le spiega che Brick fa bene a giudicarlo male, ha scelto di vivere di sola indifferenza con il solo risultato che non ha mai fatto niente per conquistare l'ammirazione degli altri. Wade fa comprendere a Magnolia che Brick è severo con lei solo per prepararla alla vita quando sarà adulta.
Dato che a Harold serve un'operazione al cuore, Brick suggerisce a George di rivolgersi al padre di Zoe essendo un grandissimo cardiochirurgo, Wade ascolta la conversazione e chiede a Zoe di contattare Ethan affinché quest'ultimo possa salvare la vita a Harold.
- Ascolti USA: telespettatori 1.410.000 - share 1%[17]

## Un cuore ferito
- Titolo originale: Heart to Hart
- Diretto da: Tim Matheson
- Scritto da: Rina Mimoun

### Trama
Ethan fa il suo arrivo all'ospedale di Mobile, tutto lo staff della clinica è onorato di mettersi a sua disposizione vista la sua fama di cardiochirurgo, Ethan è affettuoso con Zoe e le chiede di seguirlo nell'operazione. Ethan e Zoe operano Harold il quale si salva, Lemon però trova fastidioso che George dia tanto merito a Zoe per quello che ha fatto: George le spiega che il rapporto tra Zoe e Ethan è controverso quanto quello che Lemon ha con Alice, per Zoe è stato arduo chiedergli di aiutarla.
George e Clora esprimono gratitudine a Ethan e Zoe, a quel punto Lemon li invita a cena per sdebitarsi. Ethan, dal momento che Zoe non è sua figlia, le propone un rapporto di amicizia, e lei sembra di sposta ad accettarlo. Fa il suo arrivo Wally Maynard, il proprietario del Rammer Jammer, egli in onore del 30° anniversario dall'apertura del bar vuole apportare dei cambiamenti, dato che Wanda è sua nipote decide di assumerla come nuova barista, e inoltre desidera un nuovo cocktail per il menù, organizza dunque una gara tra Wade e Shelley: un premio di cinquecento dollari a colui che preparerà il migliore. Wade sperimenta alcune ricette per Lavon il quale rimane colpito, Wade ha talento nel preparare cocktail, tanto che lo esorta a sfruttare questa capacità in modo meno dilettevole, ritenendo che lui potrebbe avere a successo se fosse più ambizioso.
Lemon prepara la cena insieme a Cricket, vuole fare di Zoe una sua amica, sperando che questo la scoraggi dal volergli portare via George. Ethan, benché finga indifferenza per Zoe, ci rimane male quando scopre che non vuole più il cognome Hart, inoltre ha capito che le piace George e la cosa lo infastidisce dato che egli ha già una fidanzata. Infatti è evidente che Ethan la ama come una figlia, la cosa diventa imbarazzante quando Zoe litiga con lui davanti a George e Lemon, lei stimava Ethan più di qualunque altro uomo, ma lui dopo aver saputo del tradimento di Candice per otto mesi non ha fatto che ignorare Zoe, è l'indifferenza di Ethan che non le permette di avere relazioni mature con altri uomini, preferisce infatti non avere nulla a che fare con lui piuttosto che un rapporto di falsità.
Shelley vince la gara ma Lavon bevendo il cocktail preparato da Wade scopre che non è quello che gli aveva fatto assaggiare prima, ha perso volutamente perché desidera un bar tutto suo e quindi non vuole che il Rammer Jammer si appropri delle sue ricette. Zoe chiarisce con Lemon che ha capito che l'invito a cena era solo un modo per manipolarla, sa che lei ha tradito George con Lavon, ma le promette che non gli dirà niente perché, se lo facesse, Zoe sarebbe colpevole di averlo ferito, ma tenta di convincere Lemon a prendere in considerazione la possibilità di confessargli il suo tradimento.
Ethan si scusa con Zoe, non doveva proiettare su di lei la rabbia verso Candice, quando ha scoperto di non essere suo padre non sapeva come essere un genitore per lei e quindi è stato solo capace di allontanarsi. Quando Zoe gli aveva chiesto di venire a operare Harold sperava che, proponendole di essere amici, avrebbero potuto riallacciare un rapporto, ma ora ha capito che per lei Zoe è una figlia, i due si abbracciano e finalmente si riconciliano. Lavon, ubriaco, confessa a Lemon che in fondo desiderava che Zoe scoprisse della loro relazione sperando che Lemon in questo modo avrebbe rivelato a George di quello che c'è stato tra di loro, poi la bacia e George assiste da lontano alla scena.
- Guest star: Gary Cole (Dott. Ethan Hart); John Marshall Jones (Wally Maynard)
- Ascolti USA: telespettatori 1.200.000 - share 1%[18]

## I guai dell'amore
- Titolo originale: Bachelorettes & Bullets
- Diretto da: Patrick Norris
- Scritto da: Donald Todd

### Trama
Temendo di non aver interpretato bene quello che ha visto, George non è certo del bacio che c'è stato tra Lemon e Lavon, infatti inizia a maturare l'idea di esserselo immaginato come conseguenza dello stress dovuto all'operazione di Harold. Ne parla con Zoe la quale copre Lavon affermando che è impossibile che lui abbia baciato Lemon. Intanto Zoe visita un paziente di nome Jesse, gli medica il braccio sinistro, è un soldato nonché un oceanografo, tra i due c'è un certo interesse reciproco, tanto che decidono di uscire insieme.
Quando Jesse va al Rammer Jammer e incontra Wade, quest'ultimo stranamente non sembra felice di vederlo. Wade per l'addio al celibato di George organizza una battuta di caccia alla quale prendono parte Wade, George, Lavon e Tom, mentre Magnolia, benché la sorella per l'addio al nubilato volesse un po' di relax di una Spa a Mobile, ha noleggiato invece un party bus con tanto di spogliarellista insieme alle Belles. Quando Zoe scopre da Jesse che Lavon è andato a caccia con George per l'addio al celibato, avvisa Lemon che a quel punto, con il party bus, raggiunge il bosco accompagnata da Magnolia, Zoe, Jesse e Le Belles.
Una volta arrivati Wade si innervosisce nel vedere Zoe con Jesse, a quel punto Lemon le spiega che Jesse è il fratello di Wade, è da tanto che i due non si parlano. Lavon e George si allontanano per raccogliere la legna, e quel punto George pretende da lui una spiegazione per bacio con Lemon. Quest'ultima insieme a Zoe li raggiunge, mentre Lavon mente a George affermando che, oltre al fatto che era ubriaco, ha baciato Lemon in reazione alla fine della sua relazione con Didi, non nega che prova dei sentimenti per Lemon ma giura che lei non lo ricambia. Lemon però, non trovando giusto portare avanti questa menzogna, gli rivela di averlo tradito con Lavon.
Intanto Jesse cerca di avere un rapporto amichevole con Wade, ha capito che a lui piace Zoe e che non gli è piaciuto vederli insieme, tra l'altro Jesse trova fastidioso che Wade non mostra mai il dovuto riguardo verso la carriera militare di suo fratello. Wade gli rinfaccia tutto il suo disprezzo affermando che Jesse è un egoista dato ha realizzato le sue ambizioni solo perché ha lasciato Bluebell dando a Wade la responsabilità di accudire Earl tutto da solo, di conseguenza Wade al contrario del fratello non ha potuto porsi delle aspirazioni. Tra l'altro Jesse ha regalato un'auto a Earl benché quest'ultimo sia un alcolista, se causerà dei guai sarà Wade a dover rimediare, oltre al fatto che non è corretto che lui voglia sedurre Zoe dato che non sarebbe una relazione che potrebbe portare avanti visto che Jesse lascerà Bluebell un'altra volta e lei rimarrà sola. Anche se Jesse è della convinzione che Wade è innamorato di Zoe, suo fratello per orgoglio si rifiuta di ammetterlo, affermando che per lui Zoe è solo una donna superficiale, la cosa diventa imbarazzante quando scopre che Zoe era lì e ha sentito tutto.
Lemon spiega a George che lo aveva tradito con Lavon perché si sentiva sola dato che George si era trasferito a New York, e anche prima le cose tra loro due non andavano bene. George non trova corretto che lei cerchi delle giustificazioni, anche perché George l'aveva invitata a trasferirsi con lui a New York, ma ciò non avvenne a causa dell'ostinazione di Lemon a voler vivere a Bluebell, infine torna a casa da solo, non intende più sposarla, inutili sono state le suppliche di Lemon la quale sperava in un suo perdono. Zoe parla con Wade il quale non si rimangia le cose brutte che ha detto su di lei, non solo era attratta da Jesse, ma prima ancora da George e Judson, uomini che hanno più cose in comune con lei dato che credono negli stessi valori: "carriera, prospettive e denaro".
Magnolia è preoccupata per Lemon perché, benché sia evidente che tra lei e George è finita, sembra che sua sorella rifiuti di affrontare questa verità, Lemon è sempre più convinta che a prescindere da tutto lei George si sposeranno. Zoe torna a casa e vede che c'è George ad aspettarla, lui le rinfaccia la sua rabbia, sapeva che Lemon lo aveva tradito e ha coperto sia lei che Lavon, poi va via affermando di non considerarsi un suo amico. 
- Guest star: Justin Hartley (Jesse Kinsella)
- Ascolti USA: telespettatori 1.370.000 - share 1%[19]

## Ricominciare
- Titolo originale: Destiny & Denial
- Diretto da: David Paymer
- Scritto da: Leila Gerstein

### Trama
Lemon non nutre alcun dubbio sul fatto che lei e George torneranno insieme, infatti quest'ultimo non ha reso pubblica la loro rottura, Lemon gli cucina una torta mentre Zoe gli prepara una zuppa, effettivamente Lemon aveva già previsto che, con la fine della loro relazione, Zoe avrebbe provato a conquistarlo. George è inaspettatamente allegro e di buon umore, accetta con piacere sia la torta che la zuppa che Lemon e Zoe gli hanno offerto.
Wade, dopo aver trascorso la notte a ubriacarsi, si risveglia il mattino dopo dando per scontato di aver fatto sesso con qualcuno, ma non ricorda chi. Zoe è preoccupata per George, ha capito che la sua allegria è solo una fase di negazione, non riesce a elaborare il dolore per il tradimento di Lemon, ma lui le giura che sta bene, per tanto tempo si era domandato il motivo degli strani comportamenti della sua fidanzata, e ora che ha capito che erano solo il frutto della sua infedeltà, davanti alla verità si sente più sereno. George, con una moto, decide di andare a New Orleans, ci era andato una volta con Lemon, desidera visitare un jazz bar che gli era piaciuto, il Bar Moreau, ma Lemon glielo proibì perché preferì portarlo con lei all'opera.
Una volta giunto a New Orleans, George telefona a Zoe e la invita a raggiungerlo, lei accetta con gioia, ma Lavon la mette in guardia: George non ha preferito lei e Lemon, ha solo scoperto che quest'ultima lo aveva tradito. Zoe va al Bar Moreau e vede George divertirsi mentre canta, poi i due per gioco fingono di essere una coppia sposata.
Wade teme di aver fatto sesso con Tansy, ma lei gli spiega come sono andate le cose: lui in effetti era ubriaco, voleva fare sesso con l'ex moglie, si era anche spogliato ma Tansy lo aveva mandato via. Quando Tansy gli confessa che sta seguendo un corso per diventare estetista, provando a trovarsi una stabilità, Wade capisce che deve prendere esempio da lei, ormai non può continuare a protrarre il suo stile di vita sregolato, decide ora di mettere da parte dei soldi per aprire il proprio bar.
Mentre George e Zoe ballano insieme, i due si baciano, George decide di fare l'amore con lei, e proprio quando Zoe prenota in un albergo, sentono cantare What a Wonderful World, dovevano cantarla al matrimonio con Lemon. In George riemerge la frustrazione e il dolore emotivo, tanto che Zoe propone di tornare Bluebell. Una volta lì, George colpisce Lavon con un pugno.
Brick abbraccia Lemon quando quest'ultima, disperata, gli confessa di aver tradito George. Egli va a trovare Lemon accusandola di aver distrutto il loro amore, non riuscendo a concepite come abbia potuto tradirlo e ferirlo. Zoe sorride mentre appende allo specchio di casa sua il tovagliolo del Bar Moreau, in ricordo della piacevole serata trascorsa con George.
- Ascolti USA: telespettatori 1.280.000 - share 1%[20]

## Una gara per l'amore
- Titolo originale: The Race & the Relationship
- Diretto da: Ron Lagomarsino
- Scritto da: Alex Katsnelson

### Trama
George va a trovare Zoe a casa sua, non nega che il momento migliore nella propria vita è stato a New Orleans con lei, ma la sua relazione con Lemon è durata quindici anni, non crede che iniziare una nuova relazione sia la cosa giusta. Intanto Wade ambisce ai cinquemila dollari in palio alla Battaglia di Bluebell, è un gioco per coppie dove si devono superare delle prove di abilità, Wanda ci partecipa con Tom.
Quando Lemon e George vanno dal reverendo Mayfair gli spiegano che per ora vogliono annullare il matrimonio. Una volta scoperto dell'infedeltà di Lemon, il reverendo tenta di convincere George a perdonarla, anche se lui ha il diritto di sentirsi ferito, non deve prendere una scelta avventata, anche perché al contrario di lei che desidera una riconciliazione George vuole porre fine alla loro relazione. Peter propone ai due di partecipare insieme alla Battaglia di Bluebell. La madre di Rose le proibisce di uscire con un ragazzo, Frederick, ma Zoe le propone un compromesso: Rose e Frederick parteciperanno alla Battaglia di Bluebell con Zoe a tenerli d'occhio.
Tansy propone a Wade di chiedere a Zoe di farle da partner alla gara, e la dottoressa dopo l'iniziale rifiuto accetta, in realtà lei vuole rivaleggiare contro George per sorvegliarlo e evitare che Lemon lo riconquisti. Lavon è preoccupato per Wade, lui è felice di fare squadra con Zoe, inizia a maturare l'idea di poterla conquistare, Lavon chiede quindi a Zoe di essere onesta con Wade, non è giusto illuderlo, anche perché lei sta approfittando della situazione solo per stare vicina di George. Rose e Frederick decidono di andarsene e trascorrere la serata insieme al lago, Zoe nota che Rose è pallida e ha pure dei disturbi allo stomaco, dando per scontato che sia solo agitata dato passerà la serata con Frederick.
Zoe e Wade si rivelano un'ottima squadra, arrivano alla fase finale, le uniche squadre oltre alla loro sono quella di George e Lemon oltre a quella formata da Wanda e Tom. Quando George confessa a Lemon di aver baciato Zoe, lei lo perdona, ma George trova il suo comportamento disgustoso, ha sempre trattato Zoe con ostilità sospettando che i due provassero qualcosa l'uno per l'altra, e ora che le ha rivelato del bacio preferisce sorvolare, affermando che lei non cerca una riconciliazione, ma è solo ossessionata dal volerlo sposare. Wade vede poi Zoe parlare con George, chiedendogli di non tornare con Lemon, desidera stare con George ed è disposta ad aspettarlo per quando lui sarà pronto a stare al suo fianco.
Lemon rischia di morire per riuscire a superare l'ultima prova, George la mette in salvo, il reverendo gli fa notare che benché sia ancora arrabbiato con lei per ciò che ha fatto, il suo solo pensiero era quello di metterla al sicuro. Wanda confessa a Tom che non le importava nulla della gara, lui le piace infatti era solo pretesto per stargli vicino. Wade si arrabbia con Zoe perché gli ha fatto perdere la gara e la possibilità di ottenere quel denaro, aggiungendo che lei si sta solo illudendo, perché George e Lemon si sposeranno.
Purtroppo George si presenta da Zoe e le spiega che tornerà con Lemon, la ama e sente il dovere di salvare la loro relazione. Zoe va da Lavon in cerca di conforto, ma lui preferisce tenerla a distanza, è deluso da come ha trattato Wade. Brick telefona a Zoe per dirle che Rose sta male, ha l'appendice perforata, un'ambulanza la porta via mentre la madre della ragazza si arrabbia con Zoe per non averla sorvegliata.
- Guest star: Ann Cusack (Annie)
- Ascolti USA: telespettatori 1.390.000 - share 2%[21]

## Esercitazioni e partenze
- Titolo originale: Disaster Drills & Departures
- Diretto da: Jeremiah Chechik
- Scritto da: Donald Todd

### Trama
Brick spiega a Zoe che le condizioni di Rose si erano aggravate per un ascesso, Rose infatti ha una sepsi, fortunatamente è fuori pericolo, ma Zoe si sente in colpa, avrebbe dovuto capire prima che stava male. Lavon fa una sorpresa a Wade, un immobile in disuso, lo trasformerà nel suo bar, gli ha già fissato un appuntamento con la banca per un prestito. Delma Warner, la vicina di casa di AnnaBeth, si lamenta con Zoe perché di sera il marito Jake falcia il giardino disturbandola, tra l'altro AnnaBeth accusa dolore alla schiena, afferma che è colpa delle lezioni di yoga, anche se Zoe scopre che la sala yoga è chiusa da un'intera settima.
Zoe non desidera più lasciarsi coinvolgere dai pazienti, ora vuole solo visitarli e seguirli con distacco e obbiettività. Ethan va a trovare Zoe, la quale lo abbraccia, lui la invita a seguirlo a Boston, gli è stato offerto un lavoro in un ottimo ospedale e ha convinto il consiglio amministrativo a dare a Zoe un tirocinio nel reparto cardiochirurgico, ritenendo che Zoe debba lasciar perdere il lavoro di medico generico, che in fondo gli era stato solo imposto per non aver avuto subito la borsa di studio. Shelley si diverte a deridere Wade quando scopre che lui vuole aprire un bar tutto suo, porta alla sua attenzione una cliente appena arrivata al Rammer Jammer, ovvero Peggy, è la responsabile di concessione crediti della banca con la quale Wade avrà l'appuntamento per il prestito. Shelley fa notare a Wade che è notorio che lui è uno scapestrato, è poco probabile che Peggy gli accordi il prestito. Wade, facendosi condizionare dalle parole di Shelley, tenta di avvicinarsi a Peggy per fare amicizia con lei, ma finisce solo con l'importunarla facendo una pessima impressione.
Anche se Lemon è tornata con George, non è soddisfatta dal momento che i due non fanno più sesso, tanto che, seguendo il consiglio di Crickett, organizza una cena romantica con l'intento di sedurlo, ma la cosa diventa imbarazzante quando la testa di Lemon rimane incastrata nelle sbarre del letto.
Lavon ci rimane male quando scopre che Zoe vuole partire senza salutare nessuno, ignora anche tutti i messaggi e le telefonate di Rose. All'aeroporto, mentre è con Ethan, quest'ultimo le confessa che mentre lui e Candice stavano divorziando, lo costringeva a partecipare con lei a eventi mondani per salvaguardare le apparenze in modo che nessuno sapesse che si stavano lasciando. Sentendo queste parole Zoe capisce il problema di AnnaBeth, si assente momentaneamente per andare a trovarla a casa sua: è lei che falcia il prato di notte (questo ha causato il maldischiena) in modo che nessuno la veda così che tutti possano credere che è Jake a farlo, solo per evitare che le persone scoprano che si sono separati. AnnaBeth ammette che tre mesi fa Jake ha lasciato la moglie per un'altra. Zoe la esorta a dirlo alle sue amiche, perché la cosa bella di vivere in una piccola città è il senso di solidarietà comune.
Peggy ha disdetto l'appuntamento con Wade dopo la loro conversazione, Lavon si arrabbia con lui, avrebbe ottenuto il prestito perché Lavon gli avrebbe fatto da garante, ma Wade ha rovinato tutto avendo dimostrato ancora una volta la propria inaffidabilità. Zoe confessa a Brick che quando Rose stava male, non ha mai avuto così tanta paura, è per questo che fatica ad accettare l'idea di lasciarsi coinvolgere dalla gente. Brick le fa capire che anche se le persone muoiono, è anche vero che nascono, vivono e provano sentimenti, e isolarsi dalla gente non è un modo giusto di vivere. Zoe va all'aeroporto spiegando a Ethan che resterà a Bluebell, sa che un trasferimento a Boston gioverebbe alla propria carriera, ma a Bluebell è diventata una persona migliore. Ethan da medico afferma che così facendo lei sul versante professionale sta commettendo un errore, ma la abbraccia ammettendo che come padre è fiero di lei.
AnnaBeth trova finalmente il coraggio di confessare alle amiche che il proprio matrimonio è finito. Wade si scusa con Lavon per aver involontariamente sabotato tutto, quest'ultimo però lo perdona, ha capito che semplicemente Wade non è ancora pronto per aprire una propria attività. Rose è felice quando Zoe va a trovarla in ospedale, le due si mettono poi a parlare da buone amiche.
- Guest star: Gary Cole (Dott. Ethan Hart)
- Ascolti USA: telespettatori 1.370.000 - share 2%[22]

## Il grande giorno
- Titolo originale: The Big Day
- Diretto da: Tim Matheson
- Scritto da: Leila Gerstein

### Trama
Finalmente è giunto il giorno del matrimonio di George e Lemon, che si celebrerà con un'elegante cerimonia nella piazza. George parla con Zoe e scopre che lei finita l'estate non tornerà a New York, ha deciso di restare a Bluebell per sempre. Zoe sa di aver sbagliato a sabotare la gara alla quale aveva preso parte con Wade impedendogli di vincere il premio in denaro, prova a scusarsi con lui ma Wade non desidera una riconciliazione.
Lemon inizia ad agitarsi, le è apparso un foruncolo sul mento e AnnaBeth, senza volerlo, le sporca l'abito da sposa con della mimosa. Lavon cerca di convincere George a rimandare la cerimonia di nozze, perché teme che a breve imperverserà una tempesta, ma dato che il celo è sereno, George non gli dà retta, lui crede che sia un tentativo di Lavon di impedirgli di sposare Lemon. Deve ricredersi quando una tempesta si scatena a Bluebell.
Dato che Wade è bloccato visto che la sua auto non funziona, Zoe va da lui con l'auto di Lavon per dargli un passaggio, ma un fulmine fa cadere un albero bloccando la strada, a causa della tempesta quella zona non è più sicura, quindi i due abbandonano l'auto e trovano un rifugio in una stalla dove un capretto fugge via. Intanto Lavon propone di celebrare il matrimonio al chiuso, c'è la caserma dei pompieri abbandonata, George accetta e quindi con l'aiuto dei cittadini di Bluebell arreda la caserma. Lemon si sta rendendo conto che nonostante mesi di preparazione per le nozze, niente è come lei aveva programmato, ma decide di accettarlo, ritenendola la giusta punizione per aver tradito George.
Zoe, non sopportando che Wade le sia ostile, lo costringe ad ammettere che è arrabbiato con lei perché non ha saputo ricambiare i suoi sentimenti. Wade all'inizio nega, ma poi afferma che effettivamente ha provato qualcosa per Zoe, tuttavia lui è della convinzione che se mai l'abbia amata è solo perché finora non è stato capace di sedurla, se invece fosse riuscito a fare sesso con lei fin dall'inizio avrebbe perso interesse per Zoe fin da subito.
Harold presenta a Brick sua cugina, Emily Chase, da subito Brick ne rimane affascinato. Intanto Lavon trova strano che George voglia a tutti i costi che la cerimonia di matrimonio vada a buon fine, infatti è ossessionato che tutto vada per il meglio. Prova a farlo calmare ma poi comprende che lui vuole sposare Lemon adesso perché ha capito che, se rimandasse, poi non troverebbe più il coraggio di farlo. George in un momento di debolezza confessa a Lavon che la consapevolezza che Zoe non tornerà più a New York e che resterà a Bluebell per sempre lo sta mettendo nella posizione di riconsiderare i propri sentimenti, a quel punto Lavon gli mette la mano sulla spalla da buon amico.
Zoe e Wade escono sotto la pioggia e trovano il capretto, è incastrato nel filo spinato, lo liberano anche se Zoe finisce col ferirsi, una volta tornati nella stalla, Wade gentilmente le medica la ferita. Vengono poi trovati da Bill che li riporta a casa. George parla con Lemon spiegandole che non può sposarla, ammette di amare Zoe e ciò, unito al fatto che lei ha tradito George con Lavon, ha creato una ferita nel loro rapporto che non può più guarire. George ammette che, se l'avesse sposata, le sarebbe stato per sempre fedele, ma Lemon merita di più di un uomo che si limiti solo a esserle devoto, bensì un uomo che sappia amarla con tutto il cuore. Lemon gli sorride, ma poi lo colpisce con un pugno.
Zoe con la macchina del caffè scatena un cortocircuito, Wade sorride perché ha capito che Zoe sta attirando la sua attenzione, va da lei e la bacia e infine fanno l'amore. Zoe sente qualcuno bussare alla porta, va ad aprire e scopre che è George, lui le rivela che non ha sposato Lemon, sapendo che Zoe non lascerà mai Bluebell non poteva più ignorare i sentimenti che nutre per lei, infine va via, mentre Zoe torna in camera da letto dove ad aspettarla c'è Wade, e lei lo guarda con un'espressione sorridente ma confusa.
- Guest star: Peter Mackenzie (Reverendo Peter Mayfair)
- Ascolti USA: telespettatori 1.600.000 - share 2%[23]